# А̄
Das А̄ (Kleinbuchstabe а̄) ist ein Buchstabe des kyrillischen Alphabets, bestehend aus einem А mit Makron. Er wird in der kildinsamischen Sprache für den Laut /аː/ verwendet.
Im Alphabet des Kildinsamischen, das distinktive Länge systematisch markiert, erscheint das Makron auch auf anderen Vokalbuchstaben.
Unicode hat keinen eigenen Codepunkt für das А̄, es muss als ein А und ein kombinierendes Makron (U+0304) eingegeben werden.